# Bordeaux–Pau
Bordeaux–Pau war eine Radsportveranstaltung in Frankreich. Es war ein Straßenrennen, das als Eintagesrennen ausgetragen wurde und fand von 1938 bis 1939 statt.

## Geschichte
Der Kurs führte über eine bergreiche Strecke im südlichen Frankreich von Bordeaux nach Pau und hatte eine Länge von 250 bis 265 Kilometer. Das Rennen hatte zwei Austragungen.

## Palmarès
| Jahr | Sieger             | Zweiter           | Dritter         |
| ---- | ------------------ | ----------------- | --------------- |
| 1938 | Sylvain Marcaillou | Julián Berrendero | Gabriel Hargues |
| 1939 | Antonio Prior      | Antonio Bertola   | Lucien Weiss    |